# Тёлле, Карола
Карола Тёлле (нем. Carola Toelle; 2 апреля 1892, Ганновер — 28 января 1958, Берлин) — немецкая актриса.

## Биография
В 1916 году Карола Тёлле поступила актрисой в берлинский Немецкий театр и к 1917 году стала ведущей актрисой кинокомпании Deutsche Bioscop. Спустя шесть лет Тёлле покинула кинематограф и полностью посвятила себя театру.
Тёлле работала в Немецком художественном театре и Немецком театре в Берлине, а также на малых сценах Франкфурта-на-Майне. Во время Второй мировой войны появлялась в ролях второго плана в кино. По окончании войны служила в Дрезденском государственном драматическом театре и с 1951 года — в Ренессанс-театре в Берлине. Была замужем за актёром Эрнстом Шталь-Нахбауром.

## Фильмография
- 1917: Die Geächteten
- 1918: Das Lied der Colombine
- 1919: Die blonde Loo
- 1919: Der falsche Schein
- 1919: Die Insel der Glücklichen
- 1919: Das ewige Rätsel
- 1919: Die Ehe der Frau Mary
- 1920: Opfer
- 1920: Der siebente Tag
- 1920: Tötendes Schweigen
- 1920: Johannes Groth
- 1921: Landstraße und Großstadt
- 1921: Der Spielmann
- 1921: Hazard
- 1921: Baron Bunnys Erlebnisse
- 1921: Kean
- 1921: Die Schuld des Grafen Weronski
- 1921: Die Perle des Orients
- 1921: Vier um die Frau
- 1922: Menschenopfer
- 1922: Die Flucht in die Ehe
- 1922: Christoph Columbus
- 1923: Der rote Reiter
- 1942: Hochzeit auf Bärenhof
- 1943: Иммензее / Immensee
- 1944: Seinerzeit zu meiner Zeit
- 1944: Der verzauberte Tag
- 1944: Tierarzt Dr. Vlimmen